# Churchstanton
Churchstanton is een civil parish in het bestuurlijke gebied Somerset West and Taunton, in het Engelse graafschap Somerset met 752 inwoners.